# Natation aux Jeux panarabes de 2023
Navigation
Édition précédente
Les compétitions de natation de la 13e édition des Jeux panarabes se sont déroulées du 5 au 10 juillet 2023 à Oran. 37 épreuves sont disputées au complexe sportif Miloud-Hadefi.

## Médaillés

### Hommes
| Épreuve                   | Or                                                                             | Or             | Argent                                                                                           | Argent         | Bronze                                                                                        | Bronze         |
| ------------------------- | ------------------------------------------------------------------------------ | -------------- | ------------------------------------------------------------------------------------------------ | -------------- | --------------------------------------------------------------------------------------------- | -------------- |
| 50 mètres nage libre      | Emad Zapen (JOR)                                                               | 23 s 59        | Mohammed Bedour (JOR)                                                                            | 23 s 61        | Yousif Bu Arish (KSA)                                                                         | 23 s 90        |
| 100 mètres nage libre     | Emad Zapen (JOR)                                                               | 51 s 64        | Omar Abbas (SYR)                                                                                 | 51 s 97        | Redouane Bouali (ALG)                                                                         | 52 s 06        |
| 200 mètres nage libre     | Omar Abbas (SYR)                                                               | 1 min 52 s 98  | Mohamed Ali Chaouachi (TUN)                                                                      | 1 min 53 s 70  | Redouane Bouali (ALG)                                                                         | 1 min 54 s 51  |
| 400 mètres nage libre     | Omar Abbas (SYR)                                                               | 3 min 58 s 43  | Mohamed Khalil Ben Ajmia (TUN)                                                                   | 4 min 00 s 67  | Mohamed Khalil Ben Chaabane (TUN)                                                             | 4 min 02 s 36  |
| 1 500 mètres nage libre   | Rami Rahmouni (TUN)                                                            | 15 min 42 s 52 | Ramzi Chouchar (ALG)                                                                             | 16 min 27 s 01 | Ahmed Alhashim (KSA)                                                                          | 17 min 59 s 64 |
|                           |                                                                                |                |                                                                                                  |                |                                                                                               |                |
| 50 mètres dos             | Yazan Al-Bawwab (PLE)                                                          | 26 s 72        | Laith Sabbah (JOR)                                                                               | 27 s 18        | Akram Amine Ammar (ALG)                                                                       | 27 s 24        |
| 100 mètres dos            | Yazan Al-Bawwab (PLE)                                                          | 57 s 10        | Laith Sabbah (JOR)                                                                               | 57 s 34        | Hichem Taibi (ALG)                                                                            | 58 s 41        |
| 200 mètres dos            | Mohamed Khalil Ben Ajmia (TUN)                                                 | 2 min 04 s 37  | Moncef Benbara (ALG)                                                                             | 2 min 05 s 21  | Hichem Taibi (ALG)                                                                            | 2 min 08 s 13  |
|                           |                                                                                |                |                                                                                                  |                |                                                                                               |                |
| 50 mètres brasse          | Jaouad Syoud (ALG)                                                             | 27 s 85        | Amro Al-Wir (JOR)                                                                                | 28 s 53        | Moncef Balamane (ALG)                                                                         | 28 s 76        |
| 100 mètres brasse         | Amro Al-Wir (JOR)                                                              | 1 min 01 s 56  | Moncef Balamane (ALG)                                                                            | 1 min 03 s 03  | Saud Ebrahim (BHR)                                                                            | 1 min 05 s 69  |
| 200 mètres brasse         | Amro Al-Wir (JOR)                                                              | 2 min 14 s 02  | Moncef Balamane (ALG)                                                                            | 2 min 16 s 98  | Ramzi Chouchar (ALG)                                                                          | 2 min 17 s 31  |
|                           |                                                                                |                |                                                                                                  |                |                                                                                               |                |
| 50 mètres papillon        | Jaouad Syoud (ALG)                                                             | 24 s 04        | Yousif Bu Arish (KSA)                                                                            | 24 s 90        | Youcef Bouzouia (ALG)                                                                         | 24 s 91        |
| 100 mètres papillon       | Jaouad Syoud (ALG)                                                             | 53 s 58        | Ziyad Al Salous (JOR)                                                                            | 55 s 23        | Fares Benzidoun (ALG)                                                                         | 55 s 38        |
| 200 mètres papillon       | Jaouad Syoud (ALG)                                                             | 1 min 59 s 38  | Fares Benzidoun (ALG)                                                                            | 2 min 03 s 98  | Heni Mesfar (TUN)                                                                             | 2 min 08 s 39  |
|                           |                                                                                |                |                                                                                                  |                |                                                                                               |                |
| 200 mètres 4 nages        | Jaouad Syoud (ALG)                                                             | 2 min 04 s 07  | Moncef Balamane (ALG)                                                                            | 2 min 06 s 01  | Amro Al-Wir (JOR)                                                                             | 2 min 06 s 85  |
| 400 mètres 4 nages        | Jaouad Syoud (ALG)                                                             | 4 min 25 s 34  | Ramzi Chouchar (ALG)                                                                             | 4 min 27 s 87  | Osama Trabulsi (SYR)                                                                          | 4 min 35 s 69  |
|                           |                                                                                |                |                                                                                                  |                |                                                                                               |                |
| 4 × 100 mètres nage libre | Algérie Jaouad Syoud Akram Amine Ammar Fares Benzidoun Moncef Balamane         | 3 min 27 s 13  | Jordanie Mohammed Bedour Emad Zapen Adnan Al Abdallat Ziyad Al Salous                            | 3 min 28 s 03  | Tunisie Mohamed Khalil Ben Chaabane Mohamed Khalil Ben Ajmia Mohamed Ali Chaouachi Adnan Beji | 3 min 31 s 62  |
| 4 × 200 mètres nage libre | Algérie Fares Benzidoun Mohamed Djaballah Moncef Balamane Sofiane Achour Talet | 7 min 41 s 97  | Tunisie Mohamed Khalil Ben Chaabane Rami Rahmouni Mohamed Khalil Ben Ajmia Mohamed Ali Chaouachi | 7 min 49 s 39  | Arabie saoudite Mohammed Almaher Ahmed Alhashim Ali Alessa Yousif Bu Arish                    | 7 min 50 s 03  |
| 4 × 100 mètres 4 nages    | Algérie Abdellah Ardjoune Jaouad Syoud Fares Benzidoun Moncef Balamane         | 3 min 45 s 59  | Jordanie Mohammed Bedour Laith Sabbah Amro Al-Wir Ziyad Al Salous                                | 3 min 46 s 92  | Arabie saoudite Mohammed Almaher Ahmed Alhashim Ali Alessa Yousif Bu Arish                    | 4 min 17 s 84  |

### Femmes
| Épreuve               | Or                          | Or            | Argent                      | Argent        | Bronze                      | Bronze        |
| --------------------- | --------------------------- | ------------- | --------------------------- | ------------- | --------------------------- | ------------- |
| 50 mètres nage libre  | Amel Melih (ALG)            | 25 s 66       | Nesrine Medjahed (ALG)      | 26 s 46       | Amani Alobaidli (BHR)       | 26 s 74       |
| 100 mètres nage libre | Amel Melih (ALG)            | 55 s 87       | Goana Reyes (SYR)           | 56 s 56       | Nesrine Medjahed (ALG)      | 57 s 03       |
| 200 mètres nage libre | Nesrine Medjahed (ALG)      | 2 min 06 s 03 | Majda Chebaraka (ALG)       | 2 min 07 s 83 | Jamila Boulakbèche (TUN)    | 2 min 10 s 78 |
| 400 mètres nage libre | Goana Reyes (SYR)           | 4 min 23 s 46 | Jamila Boulakbèche (TUN)    | 4 min 30 s 21 | Majda Chebaraka (ALG)       | 4 s 31 s 81   |
| 800 mètres nage libre | Goana Reyes (SYR)           | 9 min 11 s 20 | Jamila Boulakbèche (TUN)    | 9 min 16 s 87 | Elaa Ben Milad (TUN)        | 9 min 29 s 37 |
|                       |                             |               |                             |               |                             |               |
| 50 mètres dos         | Amel Melih (ALG)            | 29 s 28       | Amani Alobaidli (BHR)       | 29 s 64       | Valerie Tarazi (PLE)        | 29 s 78       |
| 100 mètres dos        | Valerie Tarazi (PLE)        | 1 min 04 s 22 | Amani Alobaidli (BHR)       | 1 min 05 s 06 | Imene Kawthar Zitouni (ALG) | 1 min 06 s 35 |
| 200 mètres dos        | Imene Kawthar Zitouni (ALG) | 2 min 22 s 68 | Jihane Benchadli (ALG)      | 2 min 24 s 64 | Amani Alobaidli (BHR)       | 2 min 25 s 16 |
|                       |                             |               |                             |               |                             |               |
| 50 mètres brasse      | Valerie Tarazi (PLE)        | 32 s 79       | Habiba Belghith (TUN)       | 33 s 55       | Nesrine Medjahed (ALG)      | 33 s 65       |
| 100 mètres brasse     | Hamida Rania Nefsi (ALG)    | 1 min 12 s 17 | Valerie Tarazi (PLE)        | 1 min 13 s 24 | Habiba Belghith (TUN)       | 1 min 13 s 69 |
| 200 mètres brasse     | Hamida Rania Nefsi (ALG)    | 2 min 33 s 33 | Valerie Tarazi (PLE)        | 2 min 38 s 67 | Leen Aiash (SYR)            | 2 min 40 s 86 |
|                       |                             |               |                             |               |                             |               |
| 50 mètres papillon    | Amel Melih (ALG)            | 27 s 15       | Valerie Tarazi (PLE)        | 27 s 65       | Nesrine Medjahed (ALG)      | 27 s 66       |
| 100 mètres papillon   | Nesrine Medjahed (ALG)      | 1 min 01 s 22 | Imene Kawthar Zitouni (ALG) | 1 min 03 s 92 | Ameni Souidi (TUN)          | 1 min 06 s 28 |
| 200 mètres papillon   | Jihane Benchadli (ALG)      | 2 min 25 s 95 | Lilia Sihem Midouni (ALG)   | 2 min 27 s 03 | Ameni Souidi (TUN)          | 2 min 35 s 31 |
|                       |                             |               |                             |               |                             |               |
| 200 mètres 4 nages    | Hamida Rania Nefsi (ALG)    | 2 min 19 s 89 | Jihane Benchadli (ALG)      | 2 min 27 s 38 | Habiba Belghith (TUN)       | 2 min 29 s 98 |
| 400 mètres 4 nages    | Hamida Rania Nefsi (ALG)    | 5 min 00 s 33 | Imene Kawthar Zitouni (ALG) | 5 min 09 s 65 | Habiba Belghith (TUN)       | 5 min 21 s 47 |

### Mixte
| Épreuve                   | Or                                                                 | Or            | Argent                                                                   | Argent        | Bronze                                                                | Bronze        |
| ------------------------- | ------------------------------------------------------------------ | ------------- | ------------------------------------------------------------------------ | ------------- | --------------------------------------------------------------------- | ------------- |
| 4 × 100 mètres nage libre | Algérie Jaouad Syoud Fares Benzidoun Amel Melih Nesrine Medjahed   | 3 min 37 s 48 | Syrie Enas Sorkine Laith Lakmoosh Omar Abbas Goana Reyes                 | 3 min 46 s 17 | Tunisie Habiba Belghith Mohamed Ali Chaouachi Adnan Beji Ameni Souidi | 3 min 47 s 30 |
| 4 × 100 mètres 4 nages    | Algérie Jaouad Syoud Akram Amine Ammar Amel Melih Nesrine Medjahed | 3 min 59 s 69 | Tunisie Habiba Belghith Mohamed Khalil Ben Ajmia Adnan Beji Ameni Souidi | 4 min 11 s 51 | Syrie Enas Sorkine Laith Lakmoosh Omar Abbas Goana Reyes              | 4 min 11 s 87 |